# Olympische Winterspelen

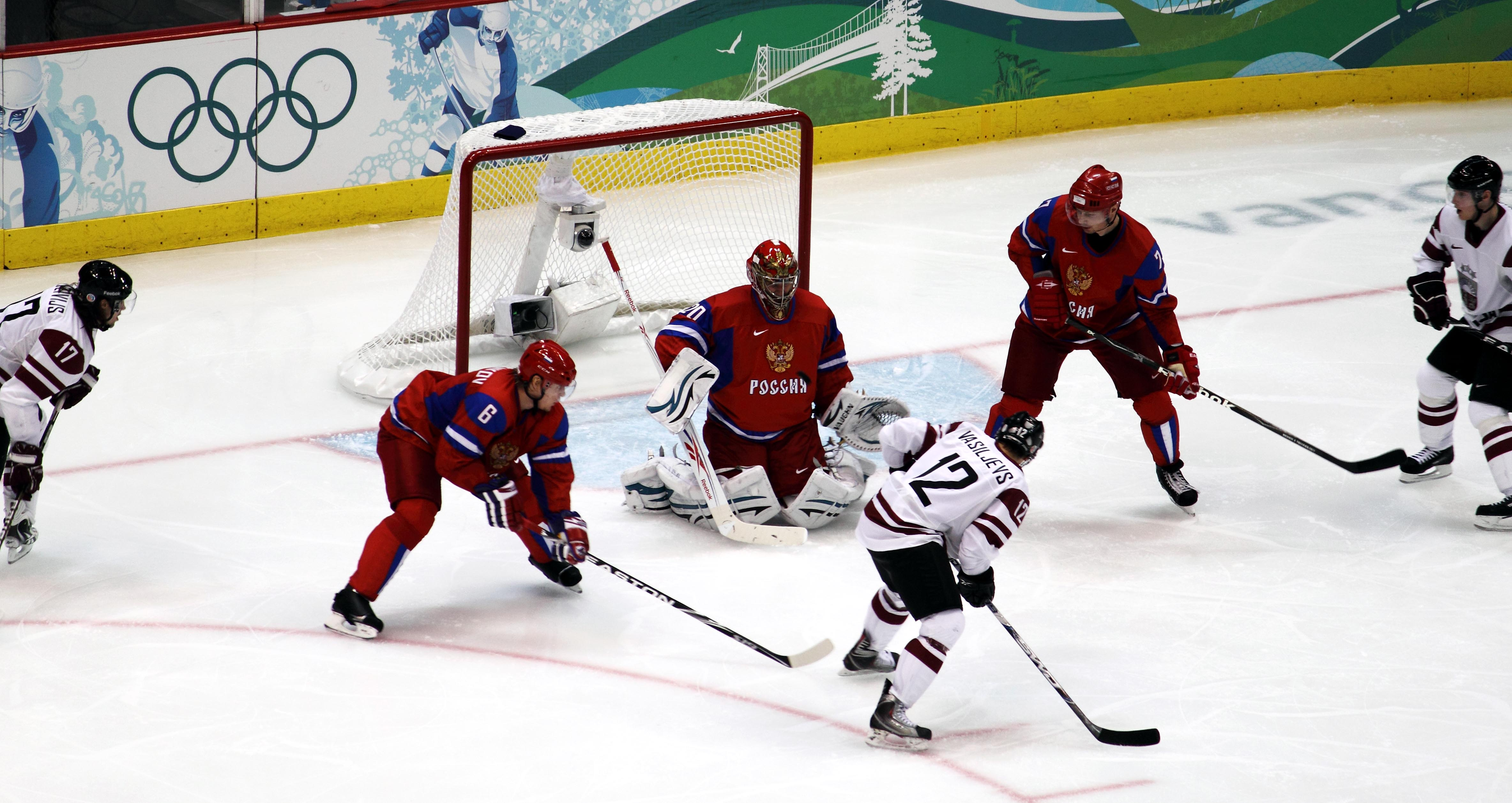
Het onderdeel IJshockey tijdens de Olympische Winterspelen 2010

Steden en landen die de Olympische Winterspelen organiseerden. Groen: één keer gastheer, blauw: meerdere keren

De Olympische Winterspelen zijn een internationale wintersportmanifestatie die elke vier jaar wordt georganiseerd door het Internationaal Olympisch Comité.

## Geschiedenis
De eerste editie van de Olympische Winterspelen vond plaats in 1924 in het Franse Chamonix-Mont-Blanc, 28 jaar na de eerste editie van de moderne Olympische Zomerspelen. Tot en met 1992 vonden ze in hetzelfde jaar als de Olympische Zomerspelen plaats. Sinds 1994 vinden de Winterspelen in de even jaren tussen de Zomerspelen plaats.

## Sporten
| Sport         | Bond | Disciplines (1e keer in) |
| ------------- | ---- | --- |
| Biatlon       | IBU  | Biatlon (1960) |
| Curling       | WCF  | Curling (1998) |
| IJshockey     | IIHF | IJshockey (1920) |
| Rodelen       | FIL  | Rodelen (1964) |
| Schaatsen     | ISU  | Kunstschaatsen (1908) Schaatsen (1924) Shorttrack (1992)                                                                      |
| Skiën         | FIS  | Alpineskiën (1936) Freestyleskiën (1992) Langlaufen (1924) Noordse combinatie (1924) Schansspringen (1924) Snowboarden (1998) |
| Ski-alpinisme | ISMF | Ski-alpinisme (2026) |
| Sleesporten   | ISBF | Bobsleeën (1924) Skeleton (1928)                                                                                              |

## Edities
| Spelen | Jaar | Gaststad / Gastland                                                           | Datum                                                                         | Landen                                                                        | Sporters                                                                      | Sporters                                                                      | Sporters                                                                      | Sporten                                                                       | Onderdelen                                                                    | Winnaar medaillespiegel                                                       |
| Spelen | Jaar | Gaststad / Gastland                                                           | Datum                                                                         | Landen                                                                        | Totaal                                                                        | M                                                                             | V                                                                             | Sporten                                                                       | Onderdelen                                                                    | Winnaar medaillespiegel                                                       |
| ------ | ---- | ----------------------------------------------------------------------------- | ----------------------------------------------------------------------------- | ----------------------------------------------------------------------------- | ----------------------------------------------------------------------------- | ----------------------------------------------------------------------------- | ----------------------------------------------------------------------------- | ----------------------------------------------------------------------------- | ----------------------------------------------------------------------------- | ----------------------------------------------------------------------------- |
| I      | 1924 | Chamonix-Mont-Blanc, Frankrijk                                                | 25 januari – 5 februari                                                       | 16                                                                            | 258                                                                           | 247                                                                           | 11                                                                            | 6                                                                             | 16                                                                            | Noorwegen                                                                     |
| II     | 1928 | Sankt Moritz, Zwitserland                                                     | 11–19 februari                                                                | 25                                                                            | 464                                                                           | 438                                                                           | 26                                                                            | 6                                                                             | 14                                                                            | Noorwegen                                                                     |
| III    | 1932 | Lake Placid, Verenigde Staten                                                 | 4–15 februari                                                                 | 17                                                                            | 252                                                                           | 231                                                                           | 21                                                                            | 5                                                                             | 14                                                                            | Verenigde Staten                                                              |
| IV     | 1936 | Garmisch-Partenkirchen, Duitsland                                             | 6–16 februari                                                                 | 28                                                                            | 646                                                                           | 566                                                                           | 80                                                                            | 6                                                                             | 17                                                                            | Noorwegen                                                                     |
| -      | 1940 | Toegekend aan Sapporo, maar afgelast vanwege de Tweede Wereldoorlog           | Toegekend aan Sapporo, maar afgelast vanwege de Tweede Wereldoorlog           | Toegekend aan Sapporo, maar afgelast vanwege de Tweede Wereldoorlog           | Toegekend aan Sapporo, maar afgelast vanwege de Tweede Wereldoorlog           | Toegekend aan Sapporo, maar afgelast vanwege de Tweede Wereldoorlog           | Toegekend aan Sapporo, maar afgelast vanwege de Tweede Wereldoorlog           | Toegekend aan Sapporo, maar afgelast vanwege de Tweede Wereldoorlog           | Toegekend aan Sapporo, maar afgelast vanwege de Tweede Wereldoorlog           | Toegekend aan Sapporo, maar afgelast vanwege de Tweede Wereldoorlog           |
| -      | 1944 | Toegekend aan Cortina d'Ampezzo, maar afgelast vanwege de Tweede Wereldoorlog | Toegekend aan Cortina d'Ampezzo, maar afgelast vanwege de Tweede Wereldoorlog | Toegekend aan Cortina d'Ampezzo, maar afgelast vanwege de Tweede Wereldoorlog | Toegekend aan Cortina d'Ampezzo, maar afgelast vanwege de Tweede Wereldoorlog | Toegekend aan Cortina d'Ampezzo, maar afgelast vanwege de Tweede Wereldoorlog | Toegekend aan Cortina d'Ampezzo, maar afgelast vanwege de Tweede Wereldoorlog | Toegekend aan Cortina d'Ampezzo, maar afgelast vanwege de Tweede Wereldoorlog | Toegekend aan Cortina d'Ampezzo, maar afgelast vanwege de Tweede Wereldoorlog | Toegekend aan Cortina d'Ampezzo, maar afgelast vanwege de Tweede Wereldoorlog |
| V      | 1948 | Sankt Moritz, Zwitserland                                                     | 30 januari – 8 februari                                                       | 28                                                                            | 669                                                                           | 592                                                                           | 77                                                                            | 4                                                                             | 22                                                                            | Noorwegen/ Zweden                                                             |
| VI     | 1952 | Oslo, Noorwegen                                                               | 14–25 februari                                                                | 30                                                                            | 694                                                                           | 585                                                                           | 109                                                                           | 4                                                                             | 22                                                                            | Noorwegen                                                                     |
| VII    | 1956 | Cortina d'Ampezzo, Italië                                                     | 26 januari – 5 februari                                                       | 32                                                                            | 821                                                                           | 687                                                                           | 134                                                                           | 4                                                                             | 24                                                                            | Sovjet-Unie                                                                   |
| VIII   | 1960 | Squaw Valley, Verenigde Staten                                                | 18–28 februari                                                                | 30                                                                            | 665                                                                           | 521                                                                           | 144                                                                           | 4                                                                             | 27                                                                            | Sovjet-Unie                                                                   |
| IX     | 1964 | Innsbruck, Oostenrijk                                                         | 29 januari – 9 februari                                                       | 36                                                                            | 1091                                                                          | 892                                                                           | 199                                                                           | 6                                                                             | 34                                                                            | Sovjet-Unie                                                                   |
| X      | 1968 | Grenoble, Frankrijk                                                           | 6–18 februari                                                                 | 37                                                                            | 1158                                                                          | 947                                                                           | 211                                                                           | 6                                                                             | 35                                                                            | Noorwegen                                                                     |
| XI     | 1972 | Sapporo, Japan                                                                | 3–13 februari                                                                 | 35                                                                            | 1006                                                                          | 801                                                                           | 205                                                                           | 6                                                                             | 35                                                                            | Sovjet-Unie                                                                   |
| XII    | 1976 | Innsbruck, Oostenrijk                                                         | 4–15 februari                                                                 | 37                                                                            | 1123                                                                          | 892                                                                           | 231                                                                           | 6                                                                             | 37                                                                            | Sovjet-Unie                                                                   |
| XIII   | 1980 | Lake Placid, Verenigde Staten                                                 | 13–24 februari                                                                | 37                                                                            | 1072                                                                          | 840                                                                           | 232                                                                           | 6                                                                             | 38                                                                            | Sovjet-Unie                                                                   |
| XIV    | 1984 | Sarajevo, Joegoslavië                                                         | 8–19 februari                                                                 | 49                                                                            | 1272                                                                          | 998                                                                           | 274                                                                           | 6                                                                             | 39                                                                            | DDR                                                                           |
| XV     | 1988 | Calgary, Canada                                                               | 13–28 februari                                                                | 57                                                                            | 1423                                                                          | 1122                                                                          | 301                                                                           | 6                                                                             | 46                                                                            | Sovjet-Unie                                                                   |
| XVI    | 1992 | Albertville, Frankrijk                                                        | 8–23 februari                                                                 | 64                                                                            | 1801                                                                          | 1313                                                                          | 488                                                                           | 7                                                                             | 57                                                                            | Duitsland                                                                     |
| XVII   | 1994 | Lillehammer, Noorwegen                                                        | 12–27 februari                                                                | 67                                                                            | 1737                                                                          | 1215                                                                          | 522                                                                           | 6                                                                             | 61                                                                            | Rusland                                                                       |
| XVIII  | 1998 | Nagano, Japan                                                                 | 7–22 februari                                                                 | 72                                                                            | 2176                                                                          | 1389                                                                          | 787                                                                           | 7                                                                             | 68                                                                            | Duitsland                                                                     |
| XIX    | 2002 | Salt Lake City, Verenigde Staten                                              | 8–24 februari                                                                 | 77                                                                            | 2399                                                                          | 1513                                                                          | 886                                                                           | 7                                                                             | 78                                                                            | Noorwegen                                                                     |
| XX     | 2006 | Turijn, Italië                                                                | 10–26 februari                                                                | 80                                                                            | 2508                                                                          | 1548                                                                          | 960                                                                           | 7                                                                             | 84                                                                            | Duitsland                                                                     |
| XXI    | 2010 | Vancouver, Canada                                                             | 12–28 februari                                                                | 82                                                                            | 2762                                                                          | 1660                                                                          | 1102                                                                          | 7                                                                             | 86                                                                            | Canada                                                                        |
| XXII   | 2014 | Sotsji, Rusland                                                               | 7–23 februari                                                                 | 88                                                                            | 2871                                                                          | 1741                                                                          | 1130                                                                          | 7                                                                             | 98                                                                            | Rusland                                                                       |
| XXIII  | 2018 | Pyeongchang, Zuid-Korea                                                       | 9–25 februari                                                                 | 92                                                                            | 2922                                                                          | 1680                                                                          | 1242                                                                          | 7                                                                             | 102                                                                           | Noorwegen                                                                     |
| XXIV   | 2022 | Peking, China                                                                 | 4–20 februari                                                                 | 91                                                                            | 2861                                                                          | 1573                                                                          | 1288                                                                          | 7                                                                             | 109                                                                           | Noorwegen                                                                     |
| XXV    | 2026 | Milaan en Cortina d'Ampezzo, Italië                                           | 6–22 februari                                                                 |                                                                               |                                                                               |                                                                               |                                                                               | 8                                                                             | 116                                                                           |                                                                               |
| XXVI   | 2030 | Franse Alpen, Frankrijk                                                       | 1–17 februari                                                                 |                                                                               |                                                                               |                                                                               |                                                                               |                                                                               |                                                                               |                                                                               |
| XXVII  | 2034 | Salt Lake City, Verenigde Staten                                              | 10–26 februari                                                                |                                                                               |                                                                               |                                                                               |                                                                               |                                                                               |                                                                               |                                                                               |

## Reglementen
Het IOC heeft in 2014 tijdens de 127ste IOC-sessie in Monaco besloten dat er vanaf dat moment een limiet wordt gezet op het maximaal aantal deelnemers per Olympische Winterspelen van 2.900. Tevens is besloten om de limiet voor het aantal onderdelen op 100 te zetten. De limiet op het aantal sporten is komen te vervallen. Verder is besloten om de wachttijd voor het toevoegen van een nieuwe sport aan het programma te verkorten, van 7 naar 3 jaar en kunnen organiserende steden zelf voorstellen indienen, welke onderdelen ze aan het olympische programma willen toevoegen.